# Mmusi Maimane
Mmusi Aloysias Maimane (Krugersdorp, 6 juni 1980) is een Zuid-Afrikaans politicus. Hij was van 10 mei 2015 tot 23 oktober 2019 partijleider van de Democratische Alliantie en daarmee de eerste zwarte leider van de oppositie in Zuid-Afrika.

## Biografie
Maimane werd geboren in Krugersdorp en groeide op in Soweto. Hij is deels Xhosa, deels Tswana en is getrouwd met een blanke vrouw, Natalie, met wie hij een zoon en een dochter heeft. Hij dient als  voorganger en oudste voor de evangelische Liberty Church in Johannesburg.
Maimane behaalde zijn master theologie aan de Universiteit van Bangor, gevolgd door zijn master bestuurskunde aan de Universiteit van de Witwatersrand. Na een carrière in het zakenleven sloot hij zich in 2009 aan bij de Democratische Alliantie. Nadat partijleider Helen Zille in 2015 opstapte werd Maimane met 88,9% van de stemmen verkozen als haar opvolger.
- Library of Congress Control Number: no2016126826
- Virtual International Authority File: 3787147665819560670008
- WorldCat: E39PBJppGr6tMfF78rhTTkVgrq